# Medium Tank T20
Der Medium Tank T20 war ein experimenteller US-amerikanischer mittlerer Panzer.

## Geschichte
Am 25. Mai 1942, nachdem die Fertigung des M4 Sherman angelaufen war, wurde bereits begonnen an dem möglichen Nachfolger dieses Panzers zu arbeiten. Das Ordnance Department begann ein Projekt mit der Bezeichnung M4X.
Parameter dieses Projektes waren ein Gewicht von 32 (short) Tonnen, 29,02 Tonnen (metrisch), eine automatische 75-mm Kanone, eine Frontpanzerung von 4 inch (101,6 mm) und einer Höchstgeschwindigkeit von 25 mph (40,25 km/h). Die Firma Fisher, die bereits mittlere Panzer baute, fertigte ein Holzmodell an und im September 1942 erteilte das Ordnance Department, nach Rücksprache mit dem Tank Board, den Auftrag für den Bau dreier Prototypen mit einem maximalen Gewicht von 30 Tonnen.
Geplant wurde, dass alle drei Fahrzeuge einen Ford-GAN-Motor mit 470 PS Leistung erhalten sollten, weiterhin war ein Drehmomentwandler und ein Hydra-matic-Getriebe vorgesehen. Der T20 war flacher als der M4 doch wurden für diese Prototypen viele Bauteile aus der M4-Serie übernommen, völlig neu waren die Form der Wanne und das oben genannte Getriebe. Die stärkste Panzerung an der Front hatte eine Stärke von 62 mm und war um 47° geneigt. Unterscheiden sollten sich die geplanten Prototypen in Turm und Bewaffnung. Es war allerdings angedacht, dass die Türme auf den Fahrgestellen austauschbar waren.

### T20
Fahrzeug mit einem HVSS-Laufwerk (wie der M4 Sherman) und einer 76-mm-Kanone M1. Der Prototyp wurde bei Fisher im Juni 1943 fertiggestellt.

### T20 E1
Fahrzeug mit einem HVSS-Laufwerk (wie der M4 Sherman) und einer automatischen 75-mm-Kanone.
Das Fahrzeug wurde nie fertiggestellt, doch der Turm wurde im Projekt T22 E1(qv) verwendet.

### T20 E2
Fahrzeug mit einem neuen Drehstab-gefederten Laufwerk (wie M24 Chaffee) und einer 76,2-mm-Kanone (3inch).
Das Fahrzeug wurde gebaut, doch bei Fisher wurde der Turm mit einer 76-mm-Kanone M1 versehen.

### T20 E3

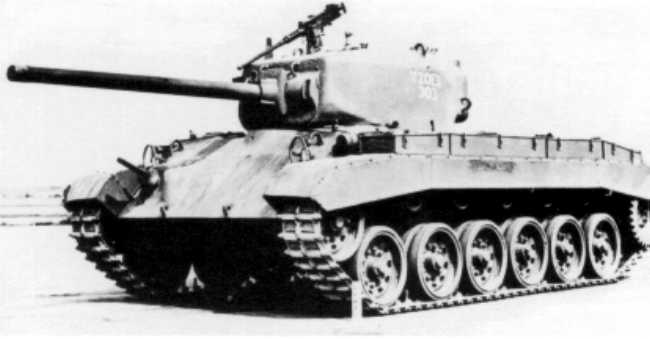
T20E3

Anstelle des E1 gebauter weiterer Prototyp mit einem Drehstab-Laufwerk. Ausgerüstet mit einer 76-mm-Kanone ging das Fahrzeug in die Erprobung.

## Ergebnis des Projekt Medium Tank T20
Die Arbeiten an einem verbesserten mittleren Panzer umfassten verschiedene, experimentelle mittlere Panzer, wie auch den T22, den T23 und den T25. Die Projekte zu diesen Fahrzeugen verliefen teilweise parallel bei unterschiedlichen Herstellern. Die gesammelten Erfahrungen und der Wunsch nach einer 90-mm-Kanone wurden im Projekt Medium Tank T26 zusammengeführt, von dem nach einem Prototyp von März bis Juni eine Nullserie von 10 Fahrzeugen als T26 E1 bei dem Hersteller Grand Blanc Arsenal produziert wurde.
Als ursprünglich mittlere Panzer klassifiziert, wurde der T26 E1 im Juni 1944 als schwerer Panzer klassifiziert und wurde zum fronterprobten Prototypen des M26 Pershing.
Die Erprobung hatte Probleme mit dem neuen Getriebe aufgezeigt, bei dem Öl auslief und das zur Überhitzung neigte. Diese Erkenntnisse wurden für Verbesserungen genutzt.
Ende 1944 wurden die Arbeiten am Typ T20 eingestellt.